# Cranab
Cranab AB, Cranab, svensk tillverkare av lyftkranar och gripar för skogsbruket samt gräs- och buskröjningsaggregat med all verksamhet förlagd till Vindeln. Under 2007 slogs Slagkraft AB samman med Cranab AB och sedan dess har Cranab två varumärken, Cranab samt Slagkraft. Under varumärket Cranab finns produkter som skördar- och skotarkranar för skogsmaskiner, gripar samt kringutrustning till skogsmaskiner. Under varumärket Slagkraft finns gräs- och buskröjningsprodukterna. År 2008 blev Cranab majoritetsägare i skogsmaskintillverkaren Vimek som tillverkar lätta maskiner för det skonsamma skogsbruket.
I slutet av 2013 bildas Cranab Group. I gruppen ingår förutom Cranab,Slagkraft även Vimek och Bracke Forest till 100%.

## Cranabs historia

### ABS-service

SK600 monterad på en BM350.

Cranab grundads 1963 av bröderna Allan och Rune Jonsson. Tillverkningen av kranar hade dock börjat tidigare då bröderna Jonsson hade börjat tillverka specialbyggda dikesskopor till ABS-grävmaskiner. Marknaden för ABS-maskinerna mattades av mot slutet av 1950-talet i takt med att större grävmaskiner tog över. Rune Jonsson ansåg att det gällde att satsa på något nytt och man gjorde bedömningen att skogsbruket stod inför en stor teknisk utveckling.
Detta inledde en tid i form av byggande och experimenterande med det som så småningom kom att bli en skogskran. 1959 kom Vindelnföretaget ABS-service att tillverka de första kranarna för skogsbruket. Dessa kranar var mycket enkla och bestod av ett cylindriskt rör (kranarmen) som lyftes upp av en hydraulcylinder. Längst ut på kranarmen satt en vajer som fungerade som fångstlina för virket. Mellan 1959 och 1960 producerades det sju sådana kranar. De kommande åren vidareutvecklades kranen. Kranarmen blev vikbar samtidigt som kranen försågs med grip, vilken dock saknade rotator till en början. Styrningen av gripen skedde då med hjälp av vajrar. Med hjälp från Vindelns Mekaniska Verkstad kunde Cranab ta fram de första enkla rotatorerna som kunde vridas 280 grader. Mellan 1961 och 1962 ökade tillverkningskapaciteten i snabb takt.

### Cranab AB grundas
1963 avslutades den småskaliga grävmaskinsservicen och man bestämde sig för att grunda ett kranföretag. Karl-Ragnar Åström köpte då Rune Jonssons aktier och Cranab AB bildades. Tack vare att Vindelns kommun gick i borgen kunde Cranab teckna en checkkredit på 50 000 kronor. Med hjälp av detta kapital kunde det nybildade företaget expandera och 1964 påbörjades bygget av en ny fabrik (Cranab 1). Året efter färdigställdes bygget och kommunalnämndens ordförande Per Jacobson invigde den 625 kvadratmeter stora fabriken.
1964 utvecklades Cranabs första kran med vridmotor och fick namnet SK 600 (även kallad Stora Björn). Denna kran följdes sedan av en mindre modell, SK 400 (även kallad Lilla Björn). Dessa kranar kom att utgöra grunden för Cranabs kranprogram som utvidgades allt eftersom Cranab utvecklade nya kranmodeller i slutet av 1960-talet och början av 1970-talet.

### Cranab säljs
Som ett led i att stärka sina positioner på marknaden för krantillverkning köpte Jonsered upp Cranab 1974. Jonsered hade sedan tidigare en egen krantillverkning vilket medförde en uppdelning där Cranab fokuserade på off-road-kranar och Jonsered på on-road-kranar. När Electrolux 1978 köpte upp Husqvarna för att förstärka sin ställning på marknaden för hushållsapparater följde även Husqvarnas motorsågstillverkning med. Detta initierade att Electrolux förvärvade ett flertal motorsågstillverkare, bland dem Jonsered. Electrolux var dock inte intresserad av Jonsereds krantillverkning. Därför gjordes en överenskommelse mellan Electrolux och krantillverkaren HIAB FOCO, där HIAB 1978 köpte Jonsereds krantillverkning, bland annat Cranab.

### Privata investerare och börsintroduktion
1982 friköptes Cranab av de lokala investerarna Nils Byström, Hans Eliasson och Karl-Ragnar Åström, vilka alla hade koppling till Cranab. De kommande åren utvecklades Cranab positivt och 1984 blev investmentbolaget Skrinet minoritetsägare. Ett år senare introduceras Cranab på börsen med ett pris på omkring 60 kr per aktie. Tack vare Cranabs goda lönsamhet under dessa år steg aktiekursen till en toppnotering på uppemot 130 kr. När Valmet Logging 1988 köpte upp Cranab erbjöds ägarna 110 kr per aktie.

### Valmet-koncernen
Finska Valmet Logging med huvudkontor i Umeå köpte 1988 hela Cranab. Cranab blev därmed del av Valmetkoncernen och därmed involverad i omstruktureringen inom finskt näringsliv som skedde under 1990-talet. 1994 blev Valmet Logging del av Sisu Corporation som i sin tur 1996 blev uppköpta av Partek Corporation. Partek blev uppköpta av den finska koncernen KONE 2002, och två år senare förvärvade Komatsu skogsmaskinstillverkningen av KONE och bildade Komatsu Forest.

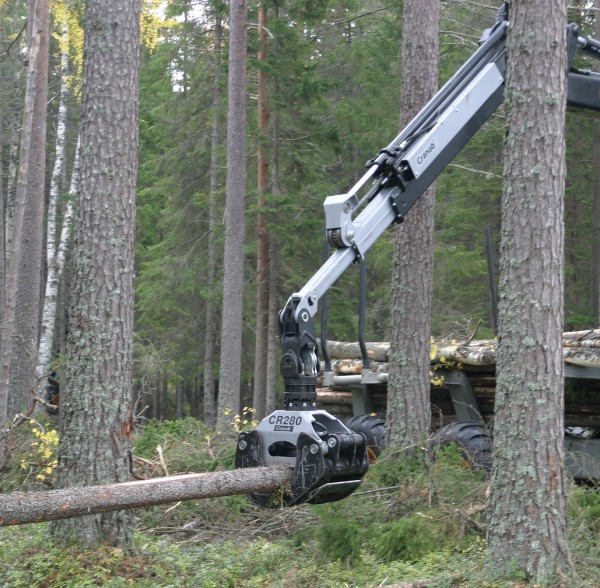
Kran och grip från Cranab

### Lokala ägare igen
2005 köpte Hans Eliasson för andra gången tillbaka Cranab, denna gång tillsammans med Fredrik Jonsson, son till grundaren Allan Jonsson. 2007 slogs Slagkraft AB, maskintillverkare för gräs- och buskröjning som Fredrik Jonsson sedan tidigare varit delägare av, samman med Cranab. Under 2008 förvärvade Cranab 51 % av den småskaliga skogsmaskinstillverkaren Vimek AB.

### Nya italienska ägare
2016 blev italienska Fassi majoritetsägare i Cranab Group.
2017 köpte Fassi Hans Eliassons ägarandel och blev därmed ensam ägare av Cranab Group.

### Cranab utanför Sverige
Cranab började exportera 1964, ett år efter grundandet. Den första exporten gick till Finland. Det var en hydraulisk skogskran med griplastare. 1967 utvidgades exportmarknaden utanför Norden till Jugoslavien och Frankrike. Under 1970-talet hade Cranab cirka 85 % av den finska marknaden. Sedan dess har Cranab fortsatt expandera och är idag en av världens största kran- och griptillverkare inom skogsbranschen.

### Tidslinje
- 1960 Första ”Vindelbjörnen” tillverkas
- 1963 Cranab AB bildas
- 1964 Cranab SK 600, första kranen med vridmotor och rotator
- 1965 Första fabriken, Cranab 1, byggs
- 1972 Andra fabriken, Cranab 2, förvärvas
- 1974 Cranab AB köps upp av Jonsereds
- 1978 Cranab AB köps upp av HIAB FOCO
- 1982 Cranab AB ägs till 100% av privatpersoner
- 1983 Cranab lanserar världens första skogskran med invändig slangdragning
- 1988 Valmet Logging köper Cranab AB
- 1994 Valmet Logging blir en del av Sisu Corporation
- 1996 Sisu Corporation blir uppköpta av Partek Corporation
- 1998 Nytt Off-Road-program (skotare- och skördarekranar) lanseras
- 1999 Cranab AB är miljöcertifierat med ISO 14001
- 2002 Partek Corporation blir uppköpta av KONE
- 2004 Komatsu förvärvar Valmet Logging
- 2005 Cranab AB köps upp av de lokala företagsledarna Fredrik Jonsson och Hans Eliasson
- 2007 Slagkraft AB slås samman med Cranab
- 2008 Cranab AB förvärvar 51 % av Vimek AB samt Cranab blir kvalitetscertifierat med ISO 9001
- 2010 Ny generation buskröjningsaggregat lanseras
- 2011 Nytt program för skotarkranar lanseras
- 2012 Cranabs genom tiderna största skotarkran (FC16) lanseras
- 2013 Cranab köper Vimek och Bracke Forest. Fassi och Z-forestab AB investerar i Cranab
- 2015 Slagkrafts motorpaket Craft W17 introduceras
- 2015 Cranab lanserar lasbilskranen TZ12
- 2016 Fassi blir majoritetsägare i Cranab
- 2017 Fassi köper 100% av Cranab[3]

## Verkställande direktörer
| Verkställande direktör | År        |
| ---------------------- | --------- |
| Allan Jonsson          | 1963–1974 |
| Sven-Gösta Marcusson   | 1974–1978 |
| Åke Karlsson           | 1978–1982 |
| Nils Byström           | 1982–1987 |
| Hans Eliasson          | 1987–1991 |
| Ulf Boja               | 1991–1995 |
| Tommy Berggren         | 1995–1996 |
| Jan Holmström          | 1996–1997 |
| Hans Eliasson          | 1997–2006 |
| Fredrik Jonsson        | 2006–2015 |
| Hans Eliasson          | 2015–     |

## Fabriker
Cranab 1 (1965– )
Cranab 1 var den första fabriken som Cranab ägde. Fabriken invigdes 1965 och den har sedan dess byggts ut vid ett flertal tillfällen.
- Försäljning och order
- Ekonomi
- IT
- VD

Cranab 2 (1972– )
Den andra fabriken, Cranab 2, införskaffade Cranab 1972.
- Inköp
- Produktutveckling
- Produktionsteknik
- Miljö och Kvalité
- Centrallager

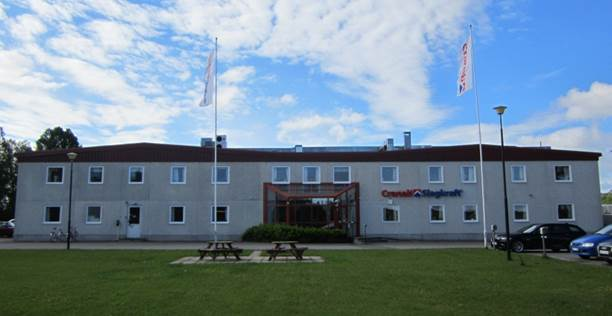
Cranab 1, Vindeln, 2012
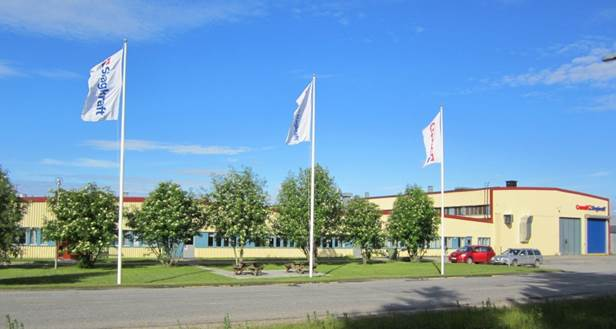
Cranab 2, Vindeln, 2012

## Aktuellt kranprogram
Cranab använder sig av engelska för att förklara sina modellbeteckningar
FC = Forwarder Crane, kranar för skotare
HC = Harvester Crane, kranar för skördare
SC = Slagkraft Crane, kranar för Slagkraftprodukterna